# Świętopełk I morawski
Świętopełk I, określany też jako Świętopełk I Wielki (także Światopełk, Zventapu, Zwentibald, Zuendibolch, Suatopluk, gr. Σφενδοπλόκος/Sphendoplόkos, Σφεντοπλικος/Sphentoplikos, starosłowiański Свѧтопълкъ/Svętopъlkъ, staroruski Свѧтополкъ/Svętopolkъ, Святополкъ/Svjatopolkъ, słowacki Svätopluk) (ok. 844–894) – w latach 871–894 trzeci władca państwa wielkomorawskiego z dynastii Mojmirowiców.

## Droga do władzy
Świętopełk był bratankiem księcia Rościsława. Pod koniec lat 50. IX wieku Świętopełk przejął władzę polityczną w księstwie nitrzańskim, które było częścią państwa wielkomorawskiego. W 867 roku Rościsław potwierdził status księstwa nitrzańskiego jako lenna Wielkich Moraw. Wpływ Świętopełka na przebieg polityki znacznie wzrósł.
W sierpniu 869 roku Świętopełk brał udział w walkach koalicji Morawian, Czechów i Serbów łużyckich z Ludwikiem Niemieckim. Oddział Świętopełka walczył wtedy z Bawarami dowodzonymi przez Karlomana, syna Ludwika.
W 870 roku Świętopełk powierzył księstwo nitrzańskie pod opiekę państwa wschodniofrankijskiego i wypowiedział Rościsławowi posłuszeństwo. Rościsław próbował zabić Świętopełka i odnowić swoje wpływy w księstwie nitrzańskim. Świętopełkowi udało się pojmać Rościsława, a następnie przekazać go w ręce księcia Karlomana i jego ojca, króla Ludwika II Niemieckiego, długoletniego przeciwnika Rościsława. Rościsław został oślepiony i do swojej śmierci był więziony w jednym z bawarskich klasztorów.
Świętopełk po tym czynie oczekiwał, że wschodni Frankowie potwierdzą jego pozycję jako króla wielkomorawskiego. Ludwik Niemiecki jednakże zamiast niego wysłał na Wielkie Morawy dwóch frankijskich margrabiów: Wilhelma II i Engelszalka I, jako regentów wielkomorawskich. W 871 roku na Wielkich Morawach wybuchło powstanie ludowe przeciwko narzuconej władzy frankijskiej, jego przywódcą był Sławomir (lub Spytimir), Ludwik Niemiecki wysłał przeciwko powstańcom swoje wojsko, które niebawem poniosło porażkę. Ludwik przygotował wtedy drugą wyprawę, na jej czele postawił uwolnionego Świętopełka, od którego otrzymał obietnicę, że stłumi powstanie. Gdy tylko frankijska wyprawa przybyła do głównego wielkomorawskiego grodu, Świętopełk przeszedł na stronę powstańców, przejął dowództwo wojskowe i całkowicie rozbił siły frankijskie. Ten krok umożliwił mu zostanie jedynym władcą.

## Książę

Mapa największego zasięgu terytorialnego państwa wielkomorawskiego za Świętopełka I

W 874 roku został zawarty tzw. pokój w Forchheim między posłami Świętopełka i Ludwika Niemieckiego. Na mocy tego pokoju Świętopełk zobowiązał się wprawdzie odprowadzać państwu wschodniofrankijskiemu daninę i formalnie uznawał jego zwierzchnictwo, niemniej zawarł pokój ze swym najsilniejszym sąsiadem, co zagwarantowało mu całkowicie wolną przestrzeń dla własnej mocarstwowej ekspansji. Ta była ułatwiona przewagą cywilizacyjną Wielkich Moraw (spowodowaną misją św. Cyryla i św. Metodego) wobec słowiańskich sąsiadów. Świętopełk już w 874 roku zyskał ziemie wzdłuż górnego biegu rzeki Wisły, później do swojego państwa trwale przyłączył dzisiejsze północnomorawskie obszary – ziemię opawską, a w 880 roku być może Śląsk (kwestia ta jest przedmiotem sporów wśród naukowców). W 881 roku przyłączył ziemie wzdłuż rzeki Cisy, od 890 roku częściami państwa wielkomorawskiego stały się także Czechy (Księstwo Przemyślidów) i Łużyce.
Świętopełk doprowadził do przełomowych reform społecznych i wojskowych. Wielkie Morawy potwierdziły swoją silną pozycję w średniowiecznej Europie postępem w tworzeniu niezależnego kościoła morawskiego, który był dziełem św. Metodego (św. Metody był pierwszym biskupem wielkomorawskim w Nitrze). Wielkie Morawy zostały oddane w lenno papiestwu, dzięki czemu zostały postawione na równi z państwem wschodniofrankijskim. Świętopełk w źródłach z tamtych czasów tytułowany był mianem rex (tj. król).
W 882 roku Świętopełk wtargnął jako sprzymierzeniec wschodniofrankijskiego władcy Karola III Otyłego do Marchii Wschodniej (graniczne ziemie wschodniofrankijskie, część dzisiejszej Austrii) i wypędził stamtąd margrabiów Wilhelma i Engelszalka. Przyłączyli się oni do sił Arnulfa z Karyntii, który zawarł sojusz z Bułgarią przeciw Świętopełkowi. Dopiero po zawarciu tego sojuszu Bułgarzy atakiem na Wielkie Morawy zdobyli niektóre ziemie w dzisiejszych wschodnich Węgrzech. Świętopełk wygnał później Bułgarów, a w latach 883 i 884 udało mu się przyłączyć do państwa wielkomorawskiego całą Panonię. Ten sukces został potwierdzony przez Karola III Otyłego w porozumieniu zawartym w Lesie Wiedeńskim w 884 roku. Karol III przedłużył również umowę pokojową z państwem wielkomorawskim i wzmocnił pozycję Świętopełka. W 885 roku Świętopełk pogodził się z Arnulfem, który stał się w 887 roku po Karolu III królem wschodniofrankijskim. Niebawem, w latach 888 i 889, na nowo rozgorzał konflikt o Panonię.
W 888 roku umarł Borzywoj I Przemyślida i Świętopełk przejął bezpośrednio władzę w Czechach. Została ona potwierdzona przez Arnulfa w 890 roku. Arnulf zerwał umowę pokojową ze Świętopełkiem i w 892 roku rozpoczął przeciw niemu wojnę, wspierany przez licznych sojuszników (między innymi Węgrów). Świętopełk i tym razem odparł wszystkie nieprzyjacielskie ataki (do 893 roku powtarzały się jeszcze dwukrotnie).

## Koniec panowania
Do momentu zakończenia panowania Świętopełk wypędził z kraju biskupa nitrzańskiego (i następcę św. Metodego) Wichinga, który po 885 roku pozwolił wygnać uczniów Metodego i zaczął zakazywać używania starosłowiańskiej liturgii. Świętopełk wprawdzie najpierw szukał zdrajców wśród łacińskich księży (kierowanych przez Wichinga) i tolerował ich walkę przeciwko słowiańskim księżom, ale wkrótce ustalił, że Wiching powtórnie sprzymierzył się przeciw niemu z królem Arnulfem.
Książę Świętopełk zmarł w 894 roku. Na łożu śmierci wezwał swoich synów do oporu wobec wschodnich Franków i zdecydowanej walki o zachowanie politycznej potęgi państwa wielkomorawskiego. Chociaż legenda o třech prutech Svatoplukových mówiła o trzech jego synach i następcach, z historycznych źródeł są znani tylko dwaj. Pierwszy, Mojmir II, po śmierci ojca stał się księciem wielkomorawskim. Drugi syn, Świętopełk II, uzyskał w lenno księstwo nitrzańskie. Niebawem po 894 roku doszło między braćmi do sporu i rozpoczął się proces rozpadu państwa wielkomorawskiego.
Według domysłu Stanisława Zakrzewskiego, opartego na kryteriach onomastycznych, jego córka mogła być żoną Lestka, księcia Polan.